# Drválovice

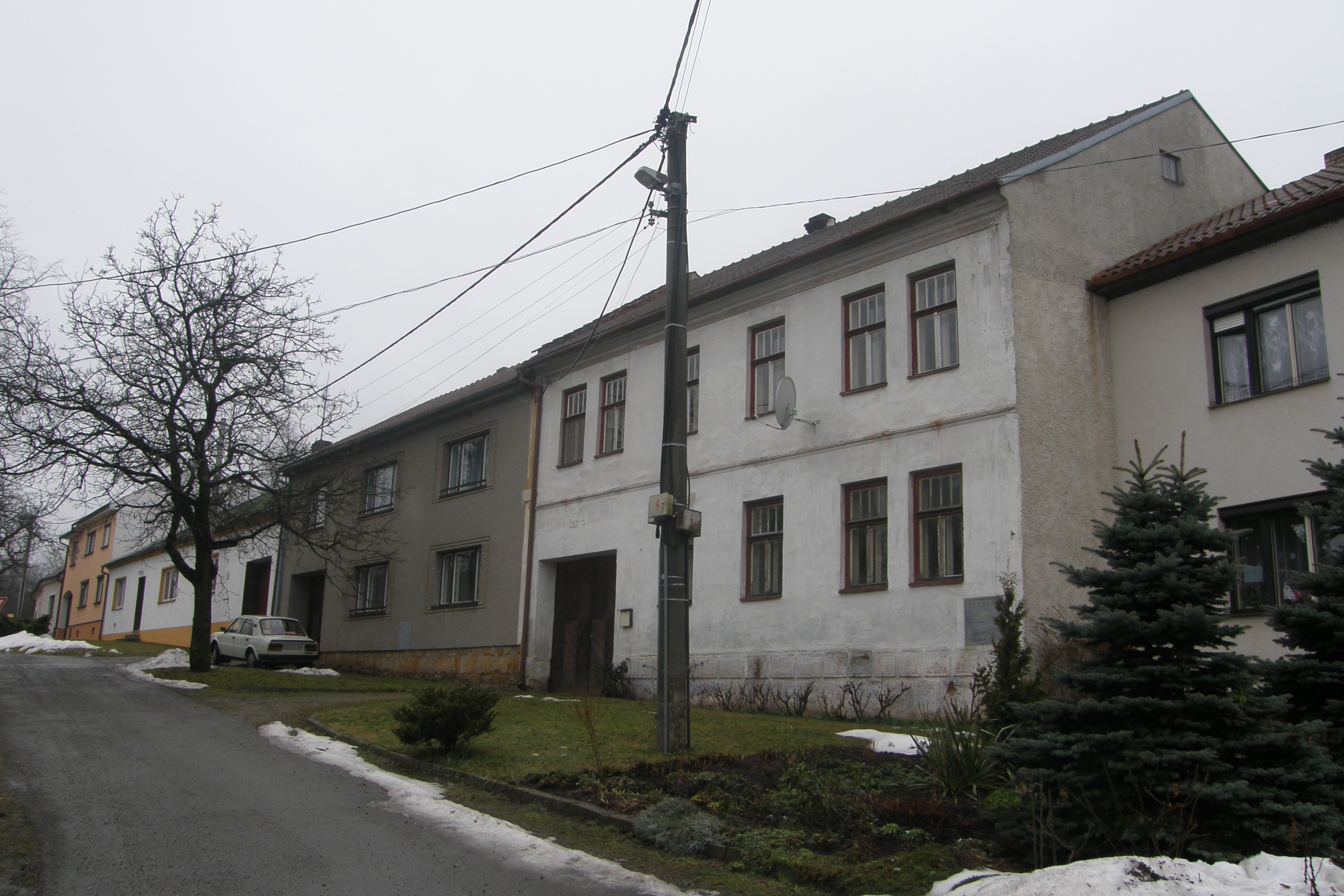
Ortsansicht

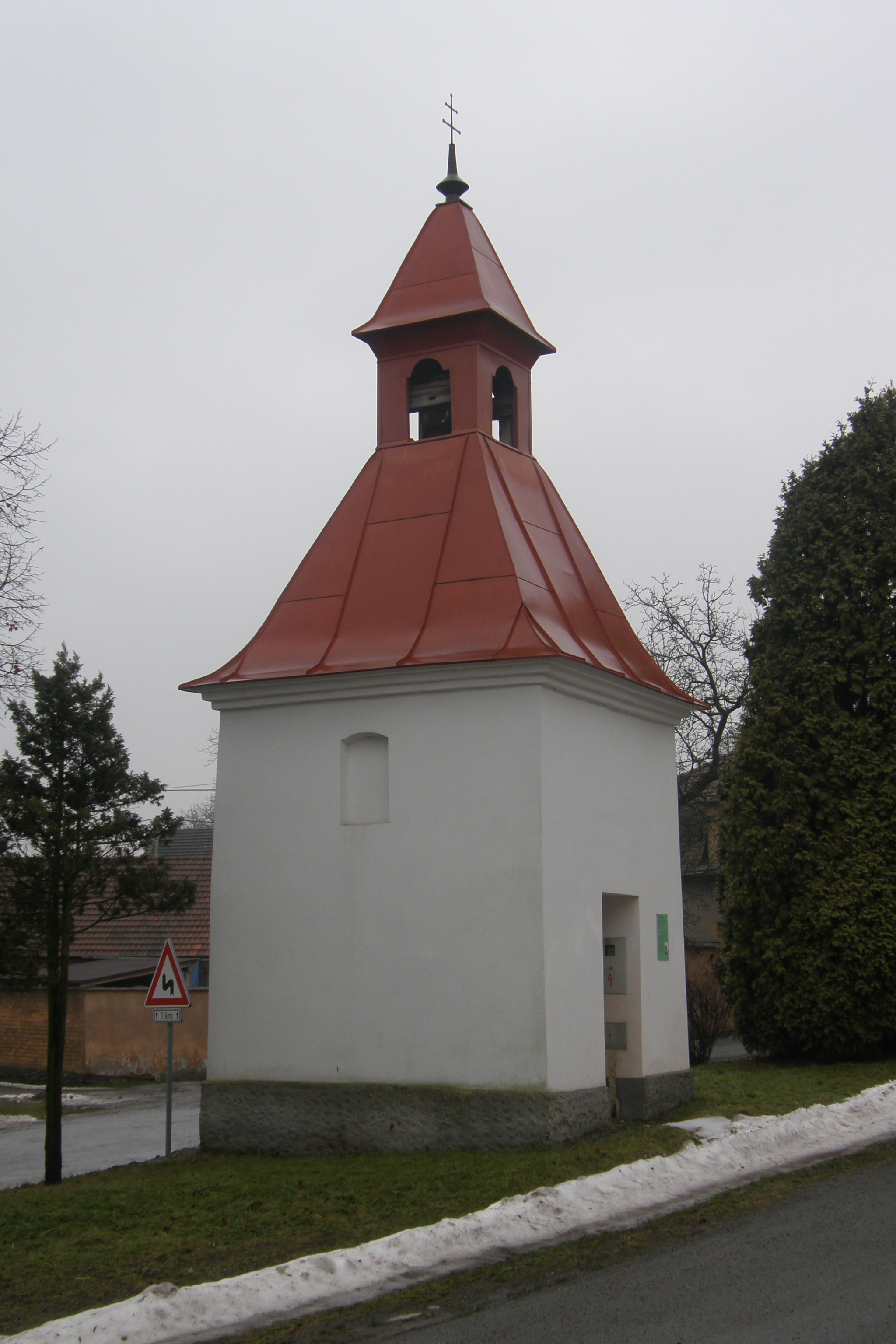
Glockenturm

Drválovice, bis 2013 Drvalovice (deutsch Drbalowitz, 1939–45 Derbalowitz) ist ein Ortsteil der Gemeinde Vanovice in Tschechien. Er liegt sechs Kilometer nordöstlich von Letovice und gehört zum Okres Blansko.

## Geographie
Der Rundling Drválovice befindet sich in der Svárovská vrchovina, dem höchsten Teil der Boskowitzer Furche. Im Ort entspringt der Bach Drválovický potok, nördlich der Semíč. Im Norden erhebt sich der Čertovec (545 m n.m.), südwestlich der Na Stráži (499 m n.m.) und der Nad Amerikou (553 m n.m.), im Westen der Klínek (442 m n.m.) sowie nordwestlich der Ve Vrších (590 m n.m.).
Nachbarorte sind Bezděčí, Malá Roudka und Velká Roudka im Norden, Borotín im Nordosten, Vanovice und Mořicův Dvůr im Osten, Šebetov, Knínice und Vážany im Südosten, Sudice und Pamětice im Süden, Amerika, Vísky, Andělka, Kladoruby und Trávník im Südwesten, Třebětín und Kochov im Westen sowie Dvorsko, Horky und Svárov im Nordwesten.

## Geschichte
Die erste urkundliche Erwähnung des Dorfes erfolgte im Jahre 1256, als Bischof Bruno von Schauenburg einen "ab antiquo" im Besitz der Olmützer Kirche befindlichen Acker in Drwalowicz dem Prämonstratenserstift Litomyšl überließ.
Im Jahre 1500 erwarb Ladislav von Boskowitz einen Teil des Dorfes von Kuneš Naksera von Chotěvic und schlug ihn seiner Herrschaft Boskowitz zu. Als Christoph von Boskowitz 1547 die Burg Boskowitz an Simon Eder von Sstiawnicz veräußerte, wurde Drbalowicz als Zubehör aufgeführt. Simons Sohn Veit Eder von Sciawnitz verkaufte die Herrschaft 1568 an Jaroš von Zástřizl. Mit Johann Wenzel von Zástřizl erlosch das Geschlecht 1687 im Mannesstamme und wurde von den Grafen von Dietrichstein beerbt.
Im Jahre 1834 bestand das im Brünner Kreis gelegene Dorf Drbalowitz bzw. Drbalowice aus 43 Häusern mit 271 mährischsprachigen Einwohnern, darunter einigen Protestanten H.B. Haupterwerbsquelle bildete die Landwirtschaft. Im Ort gab es ein Wirtshaus. Pfarr- und Schulort war Wissek, der Amtsort Boskowitz. Bis zur Mitte des 19. Jahrhunderts blieb Drbalowitz der Allodialherrschaft Boskowitz untertänig.
Nach der Aufhebung der Patrimonialherrschaften bildete Drbalovice / Drbalowitz ab 1850 eine Gemeinde im Gerichtsbezirk Boskowitz. Der Boskowitzer Großgrundbesitz ging 1856 an die Freiherren von Mensdorff-Pouilly über. Ab 1869 gehörte Drbalovice zum Bezirk Boskowitz; zu dieser Zeit hatte das Dorf 283 Einwohner und bestand aus 44 Häusern. Im Jahre 1900 hatte Drbalovice 279 Einwohner, 1910 waren es 284. Nach dem Ersten Weltkrieg zerfiel der Vielvölkerstaat Österreich-Ungarn, das Dorf wurde 1918 Teil der neu gebildeten Tschechoslowakischen Republik. Beim Zensus von 1921 lebten in den 53 Häusern von Drbalovice 298 Tschechen. 1930 erfolgte die Änderung des Gemeindenamens in Drvalovice. Im selben Jahre lebten in den 61 Häusern der Gemeinde 302 Menschen. Von 1939 bis 1945 gehörte Drvalovice / Derbalowitz zum Protektorat Böhmen und Mähren. Im Jahre 1939 begann der Bau der Reichsautobahn Wien–Breslau durch die Boskowitzer Furche; wegen des Zweiten Weltkrieges wurde der Autobahnbau im Februar 1942 eingestellt. Während des Krieges schlossen sich im Jahre 1944 Bewohner von Drvalovice und umliegender Orte zu einer großen Partisanengruppe zusammen. 1950 lebten 211 Menschen in Drvalovice. Im Zuge der Gebietsreform von 1960 wurde der Okres Boskovice aufgehoben und die Gemeinde dem Okres Blansko zugeordnet. 1961 wurde Drvalovice nach Vanovice eingemeindet. Im Jahre 2001 bestand das Dorf aus 62 Wohnhäusern, in denen 138 Menschen lebten. Nachdem sich in der Region im Laufe der Zeit die nichtamtliche Schreibweise des Ortsnamens mit langen "á" etabliert hatte und letztlich auch von verschiedenen Behörden sowie auf den Ortseingangsschildern Verwendung gefunden hatte, entstand in der Bevölkerung der Wunsch nach einem einheitlichen Gebrauch des Ortsnamens. Bei einem diesbezüglichen Referendum entschied sich im Jahre 2013 die Mehrheit der Wahlberechtigten des Ortsteils für die gängige Namensform. Der Gemeinderat beschloss daraufhin die Änderung des Ortsnamens zum 1. Januar 2014 in Drválovice; mit Wirkung vom 1. März 2014 erfolgte auch die Änderung des Katastralnamens.

## Ortsgliederung
Der Ortsteil Drválovice bildet einen Katastralbezirk.

## Sehenswürdigkeiten
- Kapelle auf dem Dorfanger, erbaut 1750
- Steinernes Kreuz, vor der Kapelle
- Gehöfte Nr. 3 und Nr. 17 in Volksbauweise
- Gedenkstein für die Partisanen, am Waldrand westlich des Dorfes
- Damm und Durchlässe der unvollendeten Reichsautobahn Wien–Breslau; südöstlich von Drválovice